# Буданов, Леонид Петрович
Леони́д Петро́вич Буда́нов (1946 год, Магнитогорск — 2000 год, Петрозаводск) — трубач, профессор Петрозаводской консерватории, Заслуженный артист Республики Карелия.

## Биография
Родился в 1946 году в Магнитогорске. Окончил Магнитогорское музыкальное училище по классу трубы у Вадима Киселёва.
Руководил эстрадным оркестром Дворца Культуры Строителей им. Д. Н. Мамина-Сибиряка (г. Магнитогорск).
В 1967 году стал студентом Ленинградской консерватории. В 1972 году окончил Петрозаводский филиал Ленинградской консерватории. Во время армейской службы в Тбилиси — трубач Заслуженного Коллектива Государственного симфонического оркестра Грузинской филармонии.
Работал старшим преподавателем класса трубы Петрозаводского филиала Ленинградской консерватории, доцентом кафедры духовых инструментов, заведующим кафедрой медных духовых инструментов, профессором этой кафедры.
В 1973 году организовал ансамбль Карелия-Брасс и стал его постоянным руководителем и аранжировщиком классической, духовой, джазовой музыки.
В 1983 году организовал Big Band, объединив педагогов и студентов Петрозаводского музыкального училища, Петрозаводской государственной консерватории, артистов Симфонического оркестра Карельской государственной филармонии и Музыкального театра Республики Карелия в единый творческий коллектив.

## Звания
- Заслуженный артист Республики Карелия (1992).
- Лауреат года Республики Карелия за выдающиеся достижения и весомый вклад в развитие музыкальной культуры (1992).
- Человек года — 1997 год — Американское библиографическое общество — за выдающиеся достижения и весомый вклад в развитие мировой музыкальной культуры.